# Nogueira (Ponte da Barca)
Nogueira é uma povoação portuguesa sede da Freguesia de Nogueira do Município de Ponte da Barca, freguesia com 1,90 km² de área e 374 habitantes (censo de 2021), tendo, por isso, uma densidade populacional de 196,8 hab./km².
Nogueira dista da sede do município cerca de 3 km. Tem como orago S. Romão, celebrado no mês de novembro.

## Demografia
A população registada nos censos foi:
| Distribuição da População por Grupos Etários | Distribuição da População por Grupos Etários | Distribuição da População por Grupos Etários | Distribuição da População por Grupos Etários | Distribuição da População por Grupos Etários |
| -------------------------------------------- | -------------------------------------------- | -------------------------------------------- | -------------------------------------------- | -------------------------------------------- |
| Ano                                          | 0-14 Anos                                    | 15-24 Anos                                   | 25-64 Anos                                   | > 65 Anos                                    |
| 2001                                         | 74                                           | 58                                           | 223                                          | 75                                           |
| 2011                                         | 56                                           | 50                                           | 216                                          | 88                                           |
| 2021                                         | 32                                           | 40                                           | 192                                          | 110                                          |

## História
Do ponto de vista histórico, Nogueira teve o seu primeiro destaque no ano de 1190, data da doação ao Mosteiro de Crasto, da Igreja de “Santi Romani” e de “Sancta Olaya”, que se julga terem sido duas igrejas e não uma, como a citação parece fazer crer; até porque S. Romão de Nogueira nunca se chamou Santa Eulália – aliás, já nas Inquirições de D. Afonso II, em 1220, a igreja é mencionada sob a designação de “Sancto Romano de Nogueira”. Por volta de 1320 e segundo o catálogo das igrejas organizadas nesse mesmo ano, a freguesia de S. Romão de Nogueira encontrava-se integrada na Terra da Nóbrega, sendo a sua igreja taxada em 40 libras.
Já em 1528, a freguesia de Nogueira é mencionada no Livro dos Benefícios e Comendas, como estando anexa ao Mosteiro de S. Martinho de Crasto. Nogueira chegou a ser, segundo a opinião do Padre António Carvalho da Costa, uma abadia da apresentação do Ordinário.
Em 1839, a freguesia pertencia à comarca de Ponte de Lima; em 1852, à de Arcos de Valdevez e em 1878 à de Ponte da Barca. Em 1927, pelo Decreto n.º 13917, de 9 de julho, a comarca de Ponte da Barca foi suprimida, sendo as freguesias do concelho anexas, para efeitos judiciais, à comarca de Arcos de Valdevez; posteriormente foi restabelecido o concelho de Ponte da Barca, voltando Nogueira a integrá-lo.

## Património
Do património cultural edificado da freguesia de Nogueira sobressaem a Igreja Paroquial e dois grandiosos solares: a Casa da Agrela, imóvel da primeira metade do século XVIII, com capela privativa e a Casa da Torre de Quintela, da segunda metade do mesmo século, apresentado esta ainda parte residencial, com varanda e capela lateral; nas traseiras da casa encontra-se uma torre quadrangular, dos séculos XIV e XV, com ameias, que pertenceu aos Pereiras e destes passou aos Araújos.

## Economia
A agricultura é, além da construção civil, a atividade predominante e quase exclusiva de Nogueira, que possui no seu termo, solos extremamente férteis, proporcionando variados tipos de cultura com excelentes colheitas, sobretudo milho e variadas castas de uvas do afamado vinho verde da região demarcada.

## Património
- Torre de Quintela (Ponte da Barca)